# Shibu
Shibu (詩舞) ou Senbu (扇舞, dança do leque) é o termo japonês que designa a dança que acompanha o shiguin,a apresentação que se integra à música e à recitação de um poema. O dançarino ou dançarina costuma usar um leque para acompanhar a sua movimentação.

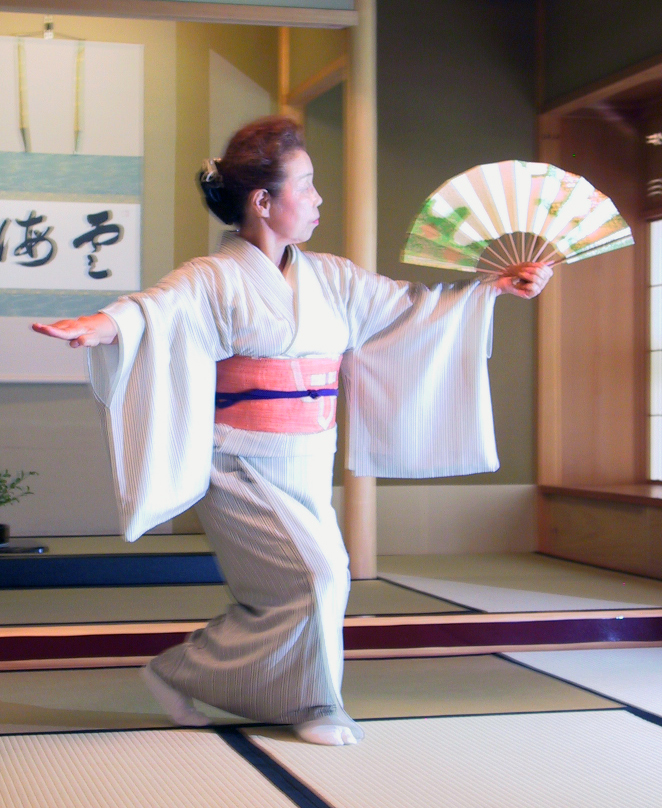
Shibu

De acordo com o livro mais antigo da história japonesa, Kojiki (Registro de Casos Antigos), a dança nasceu quando Amaterasu Omikami, Deusa do Sol, escondeu-se em uma caverna, depois de brigar com o irmão, Susano-o. Deixados no frio e no escuro, os outros deuses começaram a dançar em volta da caverna para atrair a atenção de Amaterasu, para que ela saísse do esconderijo. O artifício funcionou: curiosa, ela saiu da caverna e o sol voltou a brilhar.											  Shibu ou Senbu (dança do leque) é o termo japonês que designa a dança que acompanha o shiguin, apresentação que se integra à música e à recitação de um poema. O dançarino ou dançarina costuma usar um leque para acompanhar a sua movimentação, os movimentos costumam ser de artes marciais.

## Galeria

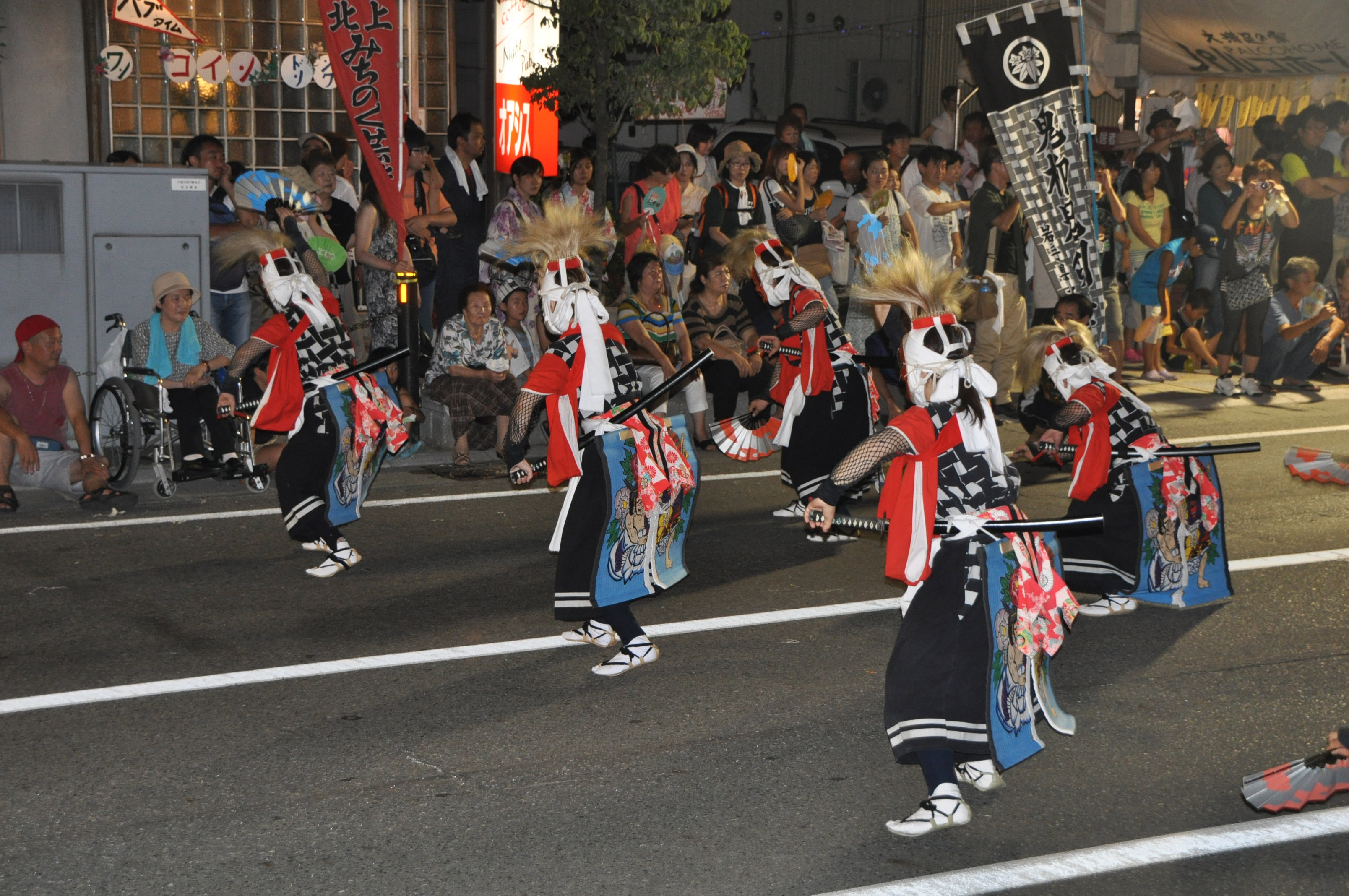
Kitakami da Dança da Espada do Demônio
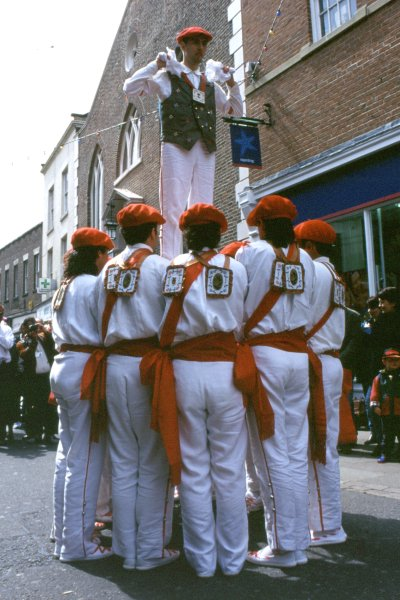
Dança da Espada do País Basco de Espanha
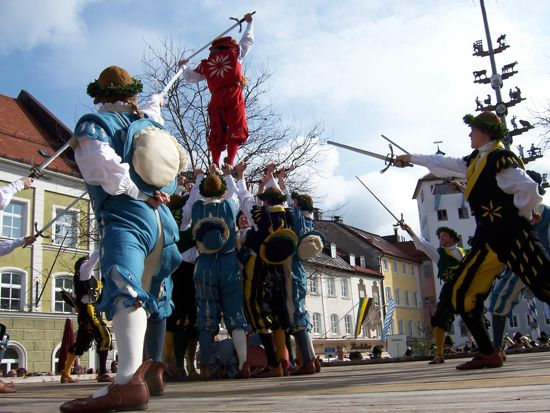
Dança da Espada tradicional de Alemanha na região da Baviera
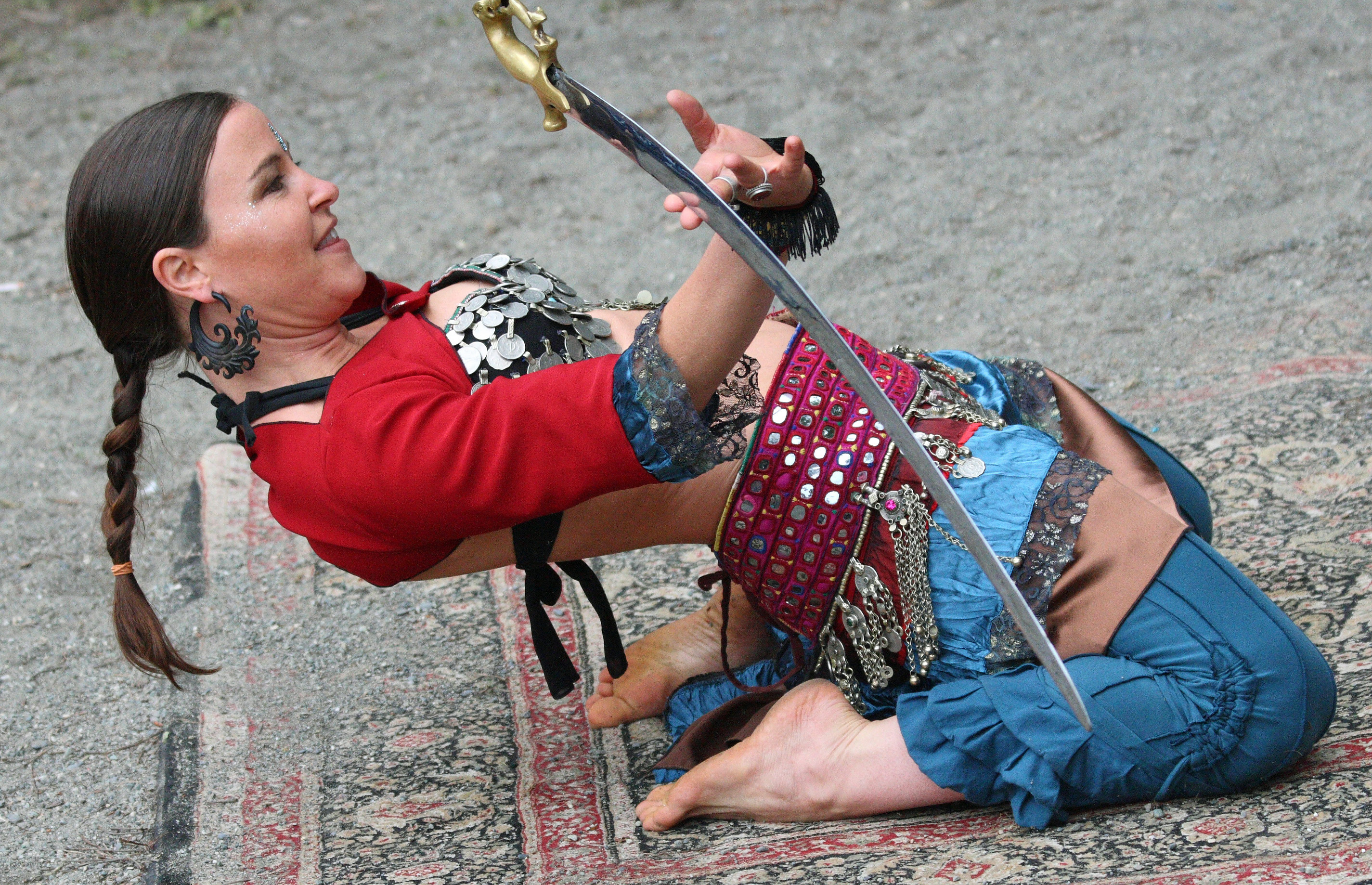
Dança da Espada dos Ciganos
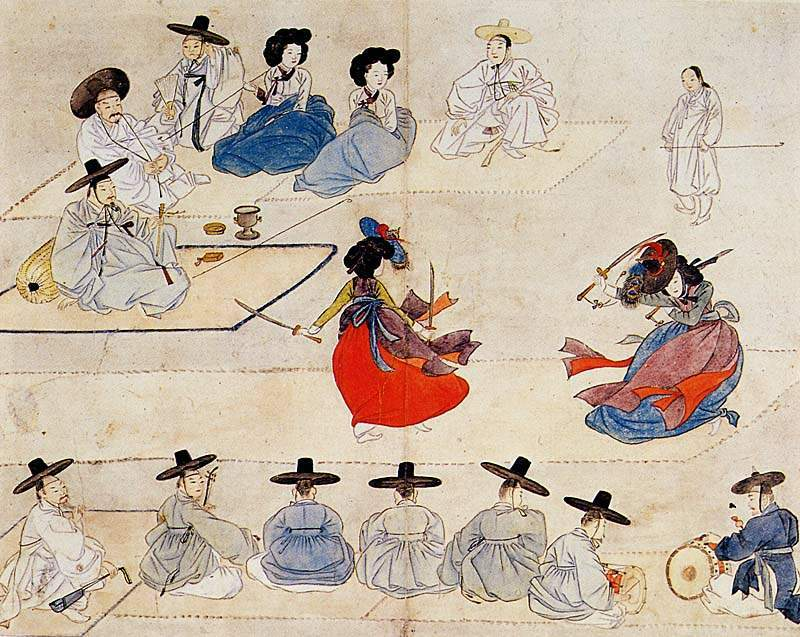
Dança da Espada da Coreia
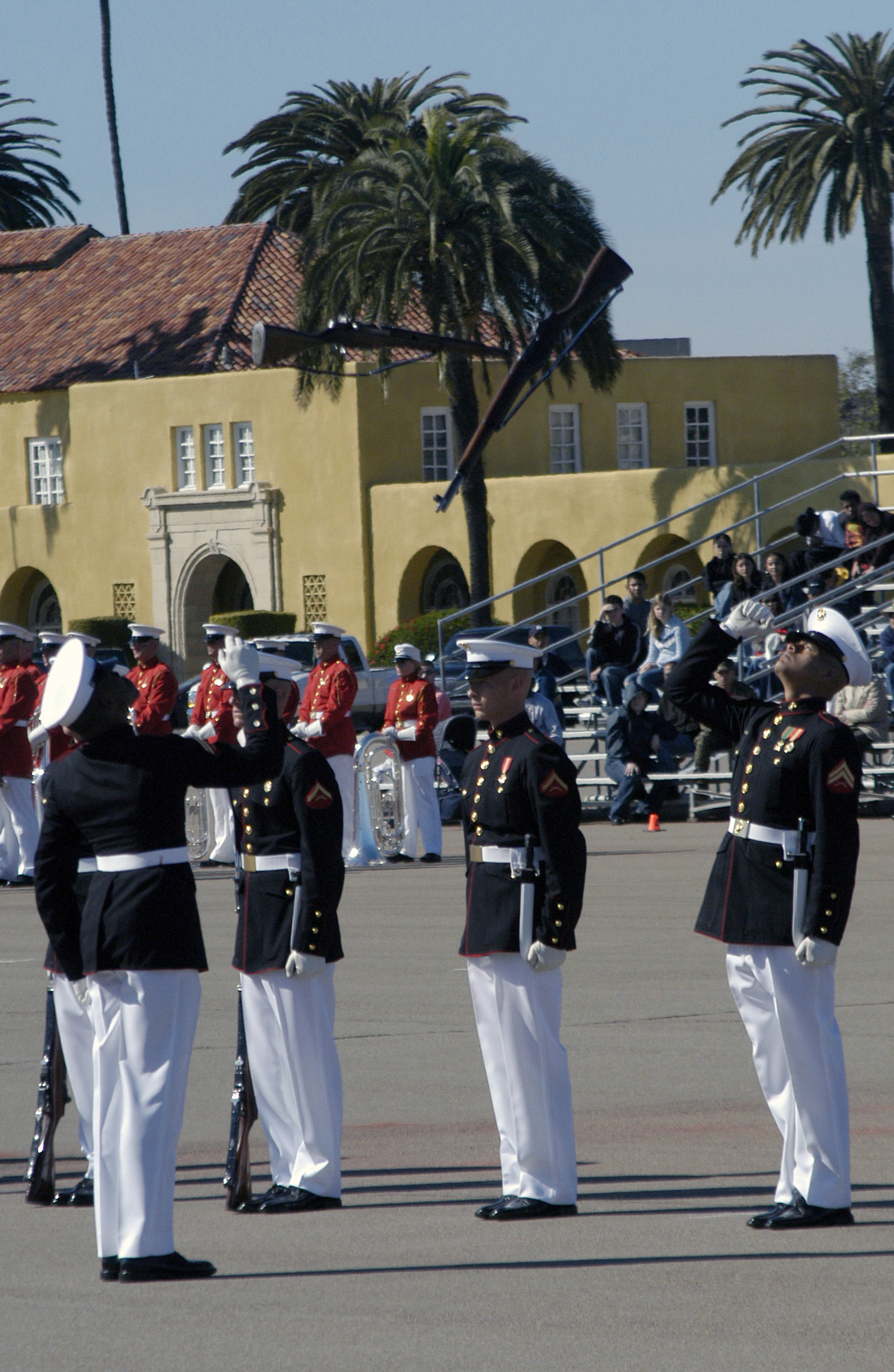
Predefinição:Ill2
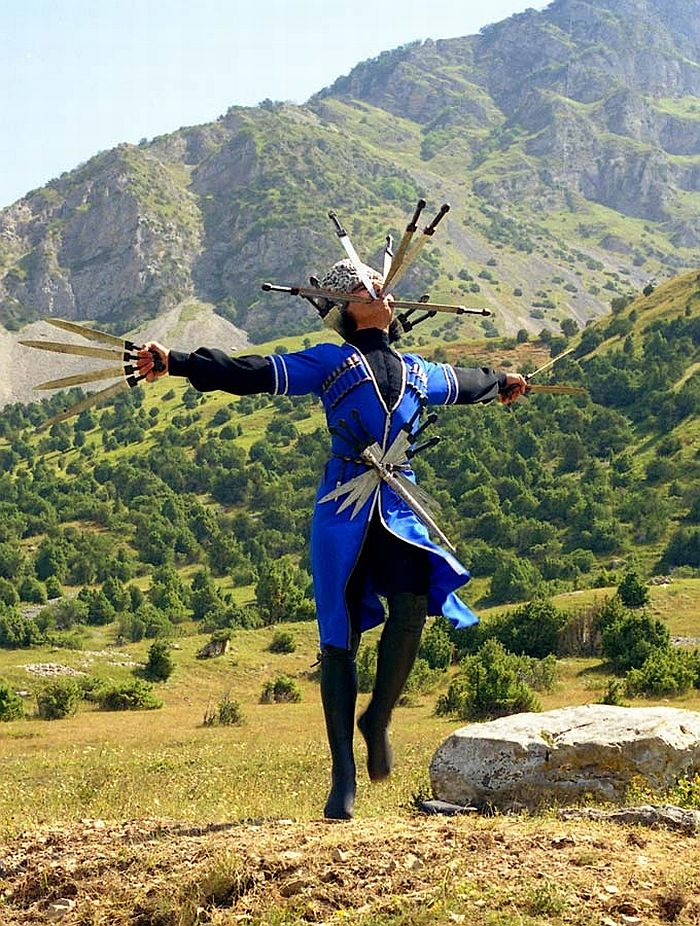
Dança Tradicional dos Ossetas que vivem na região do Cáucaso, na Ásia Central